# Göran Gerbert
Bengt Göran Gerbert, född 16 april 1938 i Göteborg, död 13 februari 2012 i Båstads församling, var en svensk maskiningenjör.
Gerber utexaminerades från Chalmers tekniska högskola 1963, blev teknologie licentiat 1966, filosofie kandidat vid Lunds universitet 1969 samt teknologie doktor och docent vid Lunds tekniska högskola 1973. Han var assistent vid Chalmers tekniska högskola 1963–1966, lektor vid Lunds tekniska högskola 1967–1982 och professor i läran om maskinelement vid Chalmers tekniska högskola från 1982. Han invaldes som ledamot av Kungliga Ingenjörsvetenskapsakademien 1987.